# Crkva Gospe od Sniga u Kukljici
Crkva Gospe od Sniga zavjetna je crkva izgrađena nasuprot mosta koji povezuje Pašman i Ugljan na prolazu u uvali Ždrelac na otoku Ugljanu.

## Opis
Legenda kaže da je 5. kolovoza na dan Gospe Snježne pao snijeg i "kvadar" doplivao - slika majke Isusove.  U unutrašnjosti je glavni oltar posvećen Gospi Sniježnoj na četiri mramorna stupa u kojem je i svetište, te još četiri oltara posvećena Sv. Asunti, Sv. Nikoli, Rođenju blažene Djevice Marije i Sv. Andriji.
Crkva datira iz 1514. godine, a izgrađena je baroknim stilom i odaje kao spomenik je kulture u Ždrelcu, zbog čega je stavljena pod zaštitu kulturnih spomenika regionalnog zavoda u Splitu 1982. godine, 
Kukljica slavi Gospu Snježnu kao svoj blagdan 5. kolovoza te se kip prevozi brodom do mjesne crkve Sv. Pavla. Procesije se prevozi brodicama do župne crkve.